# Simposio (autore)

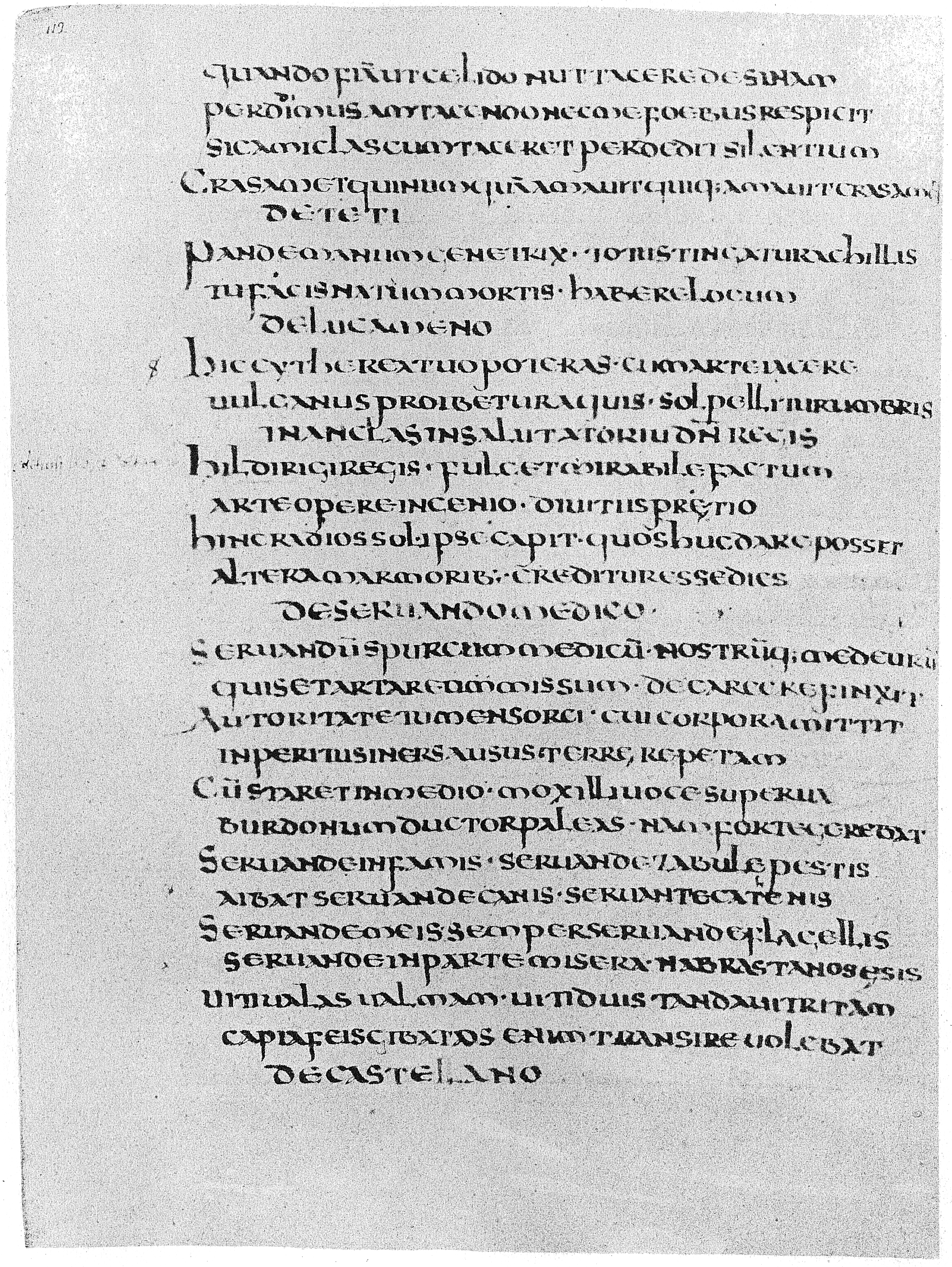
Pagina del codice Salmasianus, principale “testimonio” dell’Anthologia Latina in cui sono i carmi di Simposio

Simposio (in latino: Symphosius o Symposius; Africa, IV secolo d.C. – ...) è stato uno scrittore romano.

## Biografia
Non si conosce molto della vita di Simposio, se non ciò che si può ricavare dagli enigmi. Anche il suo nome, in realtà, sembra essere uno pseudonimo o, forse, rimandare al "simposio" durante il quale si potevano proporre, come gioco, gli indovinelli, sicché il titolo dell'opera doveva essere Symposii Aenigmata e il genitivo venne scambiato per il nome dell'autore.
Una serie di indizi nel contenuto degli enigmi suggeriscono che Simposio sia originario del Nordafrica.
Diverse sono le posizioni dei vari studiosi nel tempo.
Le date ipotizzate per la composizione degli Aenigmata e, dunque, per la biografia di Simposio variano tra il terzo e il sesto secolo, con una prevalenza di opinioni tra il quarto e l'inizio del quinto secolo.

## Aenigmata
Gli Indovinelli (tale è la traduzione del titolo) sono 100 enigmi in esametri che, come afferma la praefatio, venivano recitati durante i Saturnalia:
perpetuo semper nobis sollemnia ludo,
 
post epulas laetas, post dulcia pocula mensae,
 
deliras inter vetulas puerosque loquaces,
 
cum streperet late madidae facundia linguae,
 
tum verbosa cohors studio sermonis inepti
 
nescio quas passim magno de nomine nugas 

est mediata diu; sed frivola multa locuta est.
 
Nec mediocre fuit; magni certaminis instar, 

ponere diverse vel solvere quaeque vicissim. 

Ast ego, ne solus foede tacuisse viderer, 

qui nihil adtuleram mecum quod dicere possem, 

hos versus feci subito de carmine vocis. 

Insanos inter sanum non esse necesse est. 

Da veniam, lector, quod non sapit ebria Musa.»
(Symphosii Scolastici Aenigmata, praefatio)
Si tratta di brevi indovinelli in terzine, la cui soluzione è data dal titolo. Furono, nel XIX secolo, attribuiti a Lattanzio e identificati con il suo perduto Simposio, ma questa teoria, sia pure supportabile con la pulita eleganza degli esametri, rispondente alla cura stilistica lattanziana, non è oggi generalmente accettata.
Gli enigmi sono dedicati a oggetti, elementi del mondo animale, vegetale, minerale, a fenomeni fisici e a situazioni paradossali. Nella loro successione sono quasi sempre lagati da un'associazione tematica, a partire dal primo enigma dedicato allo strumento scrittorio dello 'Stilo', fino all'ultimo, dedicato al 'Monumento'.
Gli Aenigmata sono tramandati da una trentina di manoscritti, fra cui il più celebre è il Codex Salmasianus, che inserisce gli Aenigmata all'interno della sua silloge poetica, nota come Anthologia Latina.

## La fortuna
Gli Aenigmata Symposii furono il modello su cui furono esemplate le raccolte di enigmi successive, fiorite tra VII e VIII secolo: gli Aenigmata Aldhelmi, gli Aenigmata Tatuini, gli Aenigmata Eusebii, gli Aenigmata Bonifatii, gli Aenigmata Laureshamensia, gli Aenigmata Bernensia .